# Anjoman'Ankona
Anjoman'Ankona è una città e comune del Madagascar situata nel distretto di Manandriana, regione di Amoron'i Mania. 
La popolazione del comune rilevata nel censimento 2001 era pari a 7 025 unità.